# Jacob B. Jackson
Jacob Beeson Jackson (* 6. April 1829 in Parkersburg, Virginia; † 11. Dezember 1893 ebenda) war ein US-amerikanischer Politiker und von 1881 bis 1885 der sechste Gouverneur des Bundesstaates West Virginia.

## Frühe Jahre und politischer Aufstieg
Jacob Jackson wuchs in seiner Heimatstadt Parkersburg im heutigen West Virginia auf, wo er auch die örtlichen Schulen besuchte. Sein Vater, ein Cousin des Konföderationsgenerals Stonewall Jackson, unterrichtete ihn in den Rechtswissenschaften. Nach seiner Zulassung als Rechtsanwalt eröffnete Jackson 1852 in St. Marys im Pleasants County eine Kanzlei. Zwischen 1858 und 1864 war er Staatsanwalt im Pleasants County. Das gleiche Amt hatte er von 1870 bis 1876 im Wood County inne. Nachdem er eine Legislaturperiode im Abgeordnetenhaus von West Virginia verbracht hatte, wurde er 1879 zum Bürgermeister von Parkersburg gewählt. Bereits ein Jahr später gewann er als Kandidat der Demokratischen Partei die Gouverneurswahlen.

## Gouverneur von West Virginia
Jacksons vierjährige Amtszeit als Gouverneur begann am 4. März 1881. Ein Schwerpunkt seiner Regierung war die Verbesserung des Schulsystems. Auch die Gesetzgebung des Staates wurde überarbeitet. Unter Gouverneur Jackson wurden die Steuern erhöht, um die öffentlichen Dienstleistungen finanzieren zu können. Ähnlich wie seine Vorgänger förderte Jackson die Industrie. Er versuchte sowohl Menschen als auch Firmen in den Staat zu locken. Im Jahr 1885 wurde die Hauptstadt endgültig nach Charleston verlegt; dies war das Ergebnis einer Volksabstimmung im Jahr 1877.
Jacksons Amtszeit endete am 4. März 1885. Danach zog er sich nach Parkersburg zurück, wo er wieder als Anwalt arbeitete. Dort ist er 1893 auch gestorben. Jacob Jackson war mit Marie Antoinette Williard verheiratet, mit der er zwei Kinder hatte.